# Аршак Тжикян
Аршак Тжикян е арменски и български скулптор и художник.

## Биография
Роден е на 15 октомври 1955 г. в Ереван. Майка му е родена в Пловдив, която се изселва със семейството си в Армения през 1946 г. Родът на баща му живее край град Ван, но през 1915 г., по време на Геноцида, се преселват в Ереван.
Завършва живопис във висшето художествено училище в Ереван. През 1984 г. цялото му семейство се преселва в Пловдив. Занимава се с дизайн и става член на Дружеството на художниците. Участва в различни изложби с живопис, акварел, мозайка и пластика.
Автор е на барелефа на Севда Севан и бюст паметника на Пейо Яворов на Алеята на писателите, творили на кирилица в културно-историческия комплекс „Двор на кирилицата“ в Плиска.